# John Patton
Big John Patton (* 12. Juli 1935 in Kansas City, Missouri; † 19. März 2002 in Montclair, New Jersey) war ein US-amerikanischer Hardbop- und Soul-Jazz-Organist.

## Werdegang
John Patton begann  seine Karriere in den 1950er Jahren im Orchester von Lloyd Price als Pianist, wechselte dann zur Orgel. In den 1960er Jahren nahm er eine Reihe von Alben für das Blue Note Label auf und arbeitete dabei mit Lou Donaldson und Grant Green zusammen.
Sein Souljazz verarbeitete auch Elemente des modalen und des Free Jazz, verließ aber nie die Wurzeln dieses Genres. Patton schrieb klassische Titel wie Funky Mama und Along Came John. In den späten 1960ern nahm er für das Blue Note Label Alben mit Künstlern wie  Harold Alexander und George Coleman auf, wie Understanding und Accent on the Blues. Außerdem war er an Aufnahmen von Blue Note-Alben seiner Kollegen George Braith, Don Wilkerson, Art Blakey und Clifford Jordan und Lou Donaldson beteiligt. Mit dem Gitarristen Grant Green und dem Schlagzeuger Ben Dixon bildete Patton ein Trio.
Er setzte seine Aufnahmetätigkeit bis in die späten 1990er Jahre fort; Mitte der 1980er Jahre wirkte er noch an John Zorns Konzeptalben The Big Gundown und Spillane mit.

## Diskografie (Auswahl)
- Along Came John (Blue Note, 1963) mit Fred Jackson, Grant Green
- Blue John (Blue Note, 1963)
- The Way I Feel (Blue Note, 1964)
- Oh Baby (Blue Note, 1965)
- Let ’Em Roll (Blue Note, 1965)
- Got a Good Thing Goin’ (Blue Note, 1966)
- That Certain Feeling (Blue Note, 1968)
- Boogaloo (Blue Note, 1968)
- Understandin’ (Blue Note, 1968)
- Memphis to New York Spirit (Blue Note 196970)
- Accent on the Blues (Blue Note, 1969)
- Blue Planet Man (Paddle Wheel, 1993) mit Ed Cherry
- Minor Swing (DIW, 1994)
- This One’s for Ja (DIW, 1995)